# Al-Hilal Football Club (féminines)
Pour les articles homonymes, voir Al Hilal.
Maillots
La section féminine du Al-Hilal SFC (en arabe : نادي الهلال السعودي لكرة القدم), plus communément appelé Al-Hilal (en الهلال : « le croissant »), est un club saoudien féminin de football basé à Riyad.

## Histoire
Le club est fondé en 2007 sous le nom de Challenge Female Sports Club (en arabe, Al-Tahadi). Il remporte un championnat non officiel en 2018, puis, en 2020, le premier championnat d'Arabie saoudite.
Le club est ensuite repris par le géant saoudien Al-Hilal, et participe à la première édition de la Women's Premier League,.
En décembre 2022, l'ancienne capitaine du Ghana Elizabeth Addo rejoint le club. Al-Hilal termine la saison 2022-2023, la première de Saudi Women's Premier League, à la deuxième place, trois points derrière Al-Nassr. L'attaquante irakienne d'Al-Hilal, Shokhan Salihi, est sacrée meilleure buteuse avec 42 réalisations. À l'été 2023, la Panaméenne Lineth Cedeño signe à Al-Hilal, ainsi que la gardienne de but ghanéenne Cynthia Konlan,. En août 2023, la défenseuse camerounaise Claudia Dabda signe également à Al-Hilal,.

## Effectif professionnel actuel
(indiquez la date de pose grâce au paramètre date).